# Radikal 183
Radikal 183 mit der Bedeutung „fliegen“ ist eines von elf der 214 traditionellen Radikale der chinesischen Schrift, die mit neun Strichen geschrieben werden.
Mit zwei Zeichenverbindungen in Mathews’ Chinese-English Dictionary gibt es nur sehr wenige Schriftzeichen, die unter diesem Radikal im Lexikon zu finden sind.
Radikal 183 nimmt nur in der Langzeichen-Liste traditioneller Radikale, die aus 214 Radikalen besteht, die 183. Position ein. In modernen Kurzzeichen-Wörterbüchern kann es sich an ganz anderer Stelle finden. Im Neuen chinesisch-deutschen Wörterbuch aus der Volksrepublik China steht es zum Beispiel an 7. Stelle mit einem ganz anderen Radikal.
Das Schriftzeichen für fliegen leitet sich her von der bildlichen Darstellung eines Kranichs im Flug mit seinem typisch langen, gekrümmten Hals. 
Schreibvariante des Radikals: Kurzzeichen (VR China): 飞

## Schriftzeichenverbindungen, die vom Radikal 183 regiert werden
| Striche | Zeichen |
| ------- | ------- |
| +0      | 飛 飞   |
| +12     | 飜      |
| +18     | 飝      |

 Im Unicodeblock Kangxi-Radikale ist das Radikal 183 unter der Codepointnummer 12.214 (U+2FB6) codiert.